# Florian Bergmeier
Florian Bergmeier (* 1967 in Heidelberg) ist ein deutscher Schriftsteller und Übersetzer. Er wuchs in Manila (Philippinen) auf und lebt heute in Berlin.

## Leben
Bereits sein Romandebüt Nosig handelte von Bergmeiers zentralem Thema, dem Aufbruch aus einer bedrückend erlebten Vergangenheit in eine unbelastete Zukunft: Hier hängt der Ich-Erzähler seinen bisher als Traumjob empfundenen Pilotenberuf an den Nagel, als er Lena kennenlernt, und zieht mit seiner neuen Freundin nach Skandinavien. Bergmeiers jüngster Roman Wo all das hier nicht ist spielt größtenteils auf den Philippinen: Hier wird für den Ich-Erzähler die Reise nach Manila, die dieser antritt, um Hilfsorganisationen im Kampf gegen Kinderprostitution zu unterstützen, zu einer Fahrt in eigene Kindheitstraumata.

## Bibliographie

### Werke
- Nosig. Roman. Elfenbein Verlag, Heidelberg 1999, ISBN 978-3-932245-29-9.
- Gänsebucht, Roman. Mitteldeutscher Verlag, Halle (Saale) 2007, ISBN 978-3-89812-433-1.
- Wo all das hier nicht ist. Roman. Elfenbein Verlag, Berlin 2013, ISBN 978-3-941184-21-3.

### Übersetzungen
- Theodore L. Feininger: Zwei Welten. Mein Künstlerleben zwischen Bauhaus und Amerika. Mitteldeutscher Verlag, Halle (Saale) 2006, ISBN 978-3-89812-346-4.
- Bill Niven: Das Buchenwaldkind. Wahrheit, Fiktion und Propaganda. Mitteldeutscher Verlag, Halle (Saale) 2008, ISBN 978-3-89812-566-6.